# Симон Хайемс
Симон Хайемс (на английски: Simone Hyams) е английска актриса.

## Биография
Симон Хайемс е родена 4 октомври 1971 в Хамърсмит, Лондон, Англия.
Най-известна е с ролята си на Каролин „Кели“ Донингтън в училищната драма на BBC „Грeнч Хил“ на английски: Grange Hill, 1985 – 2008.
Други значими роли са в полицейската криминална драма „Сметката“, „Спасители на плажа“ и от 1993 г. и „Мръсен уикенд“. Симон се свързва с режисьора на филма Мръсен уикенд, Майкъл Уинър, а по-късно продава историята си на жълтата преса.
Впоследствие тя работи като мениджър корпоративни събития за „Върджин Груп“ на Ричард Брансън.

## Филмография
- „Грeнч Хил“ 1985 – 2008 г.[3]
- „Спасители на плажа“ 1993 г.[4]
- „Мръсен уикенд“ 1993 г.[5]
- „Сметката“ 1993 г.[6]